# Verpecz István
Verpecz István (Szikszó, 1987. február 4. –) magyar labdarúgó, az Nagykanizsa játékosa.

## Pályafutása

### Klubcsapatokban

#### Kezdetek
Verpecz István nyolc évig az Encs labdarúgója volt, az ifi-csapattal háromszor nyerte meg a megyei bajnokságot. A Borsod-Abaúj-Zemplén megyei ifjúsági válogatott első számú kapusa volt 2004-ben. A felnőttek között 16 évesen mutatkozott be, és zsinórban 32 meccsen védett. Kiváló teljesítményt nyújtott, így amikor csapata a DVTK ellen játszott Magyar Kupa-mérkőzést, a diósgyőriek felfigyeltek rá, és 2005 nyarán leigazolták.

#### DVTK
Diósgyőrben először az utánpótlás csapatokban, majd a juniorban védett, többször a DVSC ellen is bizonyított. A borsodiak első csapatában 2007 tavaszán a felkészülési meccseken gólt sem kapott. Egyre közelebb került a felnőtt kerethez, ám a csapat akkori vezetőedzője, Csank János nem igazán nyúlt a fiatalokhoz.

#### DVSC
2007 nyarán Debrecenbe igazolt. A DVSC második csapatában az NB III-as találkozókat végig védte. Az első gárdában 2007. október 31-én mutatkozott be, amikor a Loki éppen egykori egyesülete, a Diósgyőr ellen játszott Ligakupa-mérkőzést az Oláh Gábor utcai stadionban. A 61. percben a megsérült Balogh János helyére állt be. Ekkor a vendégek már 3-1-re vezettek. Verpecz Istvánnak több jó védése volt, bár Lipusz lövésénél tehetetlen volt.
Egy évvel később ismét váratlanul kellett beállnia: Székesfehérváron játszott Magyar Kupa-mérkőzésen. Csernyánszki Norbertet a 19. percben kiállították, akkor állt be Verpecz István, aki ugyan kapott két gólt, de összességében jól teljesített. A 2011–12-es szezon közepétől állandó lehetőséget kapott a kezdőcsapatban.

#### Paksi FC
2017 nyarán nem hosszabbította meg lejáró szerződését, így tíz év után elhagyta a hajdúsági csapatot. Június 22-én a Paksi FC-hez írt alá.

## Sikerei, díjai
Debreceni VSC
- Magyar bajnok (3): 2008–09, 2009–10, 2011–12
- Magyar szuperkupa (2): 2009, 2010
- Magyar kupa (4): 2007–08, 2009–10, 2011–12, 2012–13
- Magyar ligakupa (1): 2010